# 埃特尔布吕克
埃特尔布吕克（法語：Ettelbruck），又译埃特尔布鲁克，是卢森堡西北部的一个具有城市地位的市镇。

## 历史
1850年以前，埃佩尔当日和希伦为埃特尔布吕克市镇的一部分，但两个城镇于1850年7月1日根据法律划出埃特尔布吕克。 
1940年5月10日，德国占领了埃特尔布吕克。 
美国军队于1944年9月11日首次解放了埃特尔布吕克，但德国在1944年12月16日在突出部之役重夺该城。1944年12月25日圣诞节，美国将军乔治·巴顿率领美国军队从纳粹占领区最终解放了埃特尔布吕克。埃特尔布吕克的主要广场之一被命名为巴顿广场，在广场所在地，德国停止了对卢森堡的阿尔泽特河谷攻势，其重新占领整个国家的企图从而终结。自1954年以来，该城每年7月举行纪念日庆祝活动，以纪念巴顿将军以及与他一起作战的美国、英国、法国、比利时和卢森堡军队。 

## 政府

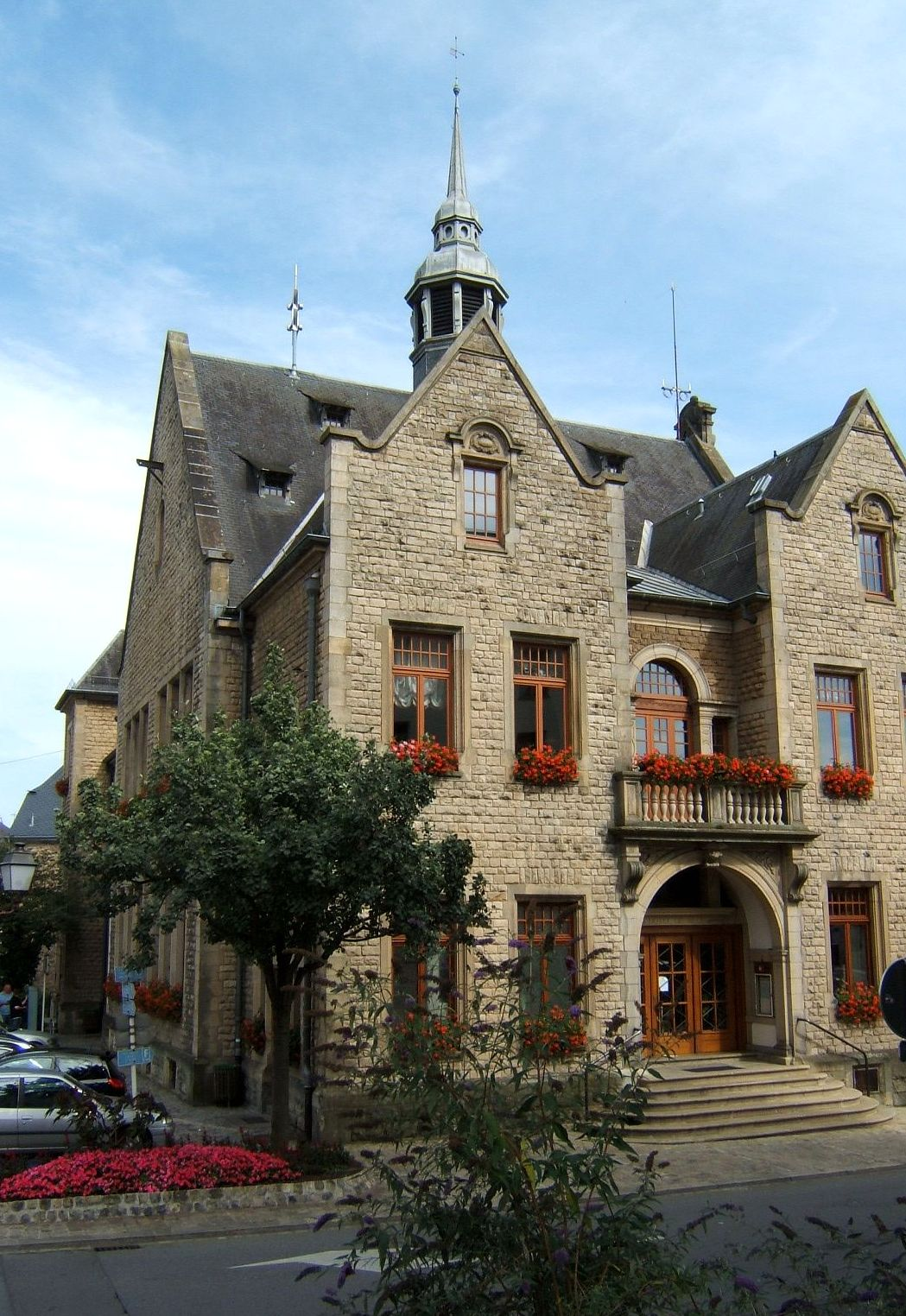
埃特尔布吕克市政厅

埃特尔布吕克是迪基希县的12个市镇之一。埃特尔布吕克市镇委员会（ 法語：Conseil communal de Ettelbruck）为市镇的地方议会。该议会由十三名议员组成，每六年选举一次。 

## 教育
埃特尔布吕克是卢森堡北部的教育中心。该城是圣安妮女子寄宿学校（建于1852年）和国家农业学校（建于1883年）的所在地。埃特尔布吕克还是埃特布吕克技术高中（Lycée Technique Ettelbruck）的所在地。

## 体育
自1917年以来，埃特尔布吕克一直是埃特爾布呂克足球俱樂部的所在地。球队在埃特尔布吕克的Stade Am Deich足球场比赛，其可容纳约2000人。 

## 国歌
卢森堡的国歌Ons Heemecht （“我们的祖国”）于1864年6月5日在埃特尔布吕克首次公开演唱。歌曲中同时提到了阿尔泽特河和绍尔河，而埃特尔布吕克位于两河相汇的地点。 